# La piedad peligrosa
La piedad peligrosa o La impaciencia del corazón (en alemán Ungeduld des Herzens) es la última novela completa escrita por el escritor austriaco Stefan Zweig y publicada en 1939.

## Argumento
El joven teniente de caballería austriaco Anton Hofmiller es invitado al castillo del ennoblecido judío húngaro Lajos von Kekesfalva. Allí conoce a su hija Edith, confinada a una silla de ruedas. Para enmendar un error, comienza a frecuentar a la joven, por la que siente una gran compasión pero no amor. A pesar de los consejos del médico de la muchacha, el aparentemente insensible doctor Condor, Hofmiller no sabe «racionalizar» su piedad por Edith, lo cual lo lleva a prometerle en vano una curación imposible, y a alimentar un amor que no corresponde. Edith se enamora perdidamente del incauto oficial, a quien tortura a pesar suyo con sus continuos cambios de actitud y ataques de ira. Cuando Edith se da cuenta de que él no la ama, se quita la vida. Abrumado por la culpa, Hofmiller acude con alivio al frente de la recién iniciada Primera Guerra Mundial, donde su indiferencia ante la muerte lo lleva a convertirse en un héroe admirado por todos, pero despreciado por sí mismo.

## Adaptaciones
- En 1946 se estrenó la película británica Beware of Pity dirigida por Maurice Elvey, con Lilli Palmer, Albert Lieven y Cedric Hardwicke.[3]
- En 2014, esta novela y otras obras de Zweig inspiraron la película El Gran Hotel Budapest dirigida por Wes Anderson y con un reparto coral liderado por Ralph Fiennes.[4][5]
- Dirigida por Bille August se rodó en 2022 en Dinamarca La impaciencia del corazón. Estrenada en 2023, fue protagonizada por Esben Smed, Clara Rosager, Lars Mikkelsen, David Dencik y Rosalinde Mynster.[6][7]